# Ngô Ninh
Ngô Ninh (chữ Hán: 吳寧, Anh văn: Shirley Ng Ling; sinh 16 tháng 7 năm 1964) là một nữ diễn viên điện ảnh và truyền hình Hồng Kông, người đã đoạt ngôi Á hậu ATV Miss Asia Pageant 1986.

## Sự nghiệp
Ngô Ninh nằm trong số diễn viên đã hoàn thành khóa đào tạo thứ 11 của TVB năm 1982, nhưng ngay sau đó bà không tham gia bất cứ hoạt động nào mà theo gia đình tới Vancouver định cư. Năm 1986, bà trở về Hồng Kông dự ATV Miss Asia Pageant và giành được ngôi Á hậu 2. Bà tham gia các bộ phim của ATV theo một hợp đồng có giá trị 2 năm. Sau khi rời ATV, Ngô Ninh không tiếp tục gắn bó với ngành giải trí nữa mà định cư vĩnh viễn tại Canada.

### Điện ảnh
- 1986 ：原振俠與衛斯理
- 1988 ：Long hổ xuất canh... Mimi

### Truyền hình
- 1982: 活力十一之孤獨狀元... Margaret
- 1986 ：胭脂淚
- 1987 ：貂蟬
- 1987 ：金鳳凰
- 1987 ：滿清十三皇朝之順治
- 1988 ：錦衣衛
- 1988 ：英雄的童話
- 1988 ：聊齋誌異之伍秋月
- 1990 ：富貴冤家